# Blaisdelliana sexualis
Blaisdelliana sexualis är en skalbaggsart som först beskrevs av Thomas Casey 1924.  Blaisdelliana sexualis ingår i släktet Blaisdelliana och familjen nyckelpigor. Inga underarter finns listade i Catalogue of Life.